# Chiesa di Santo Stefano Protomartire (Garlate)
La chiesa di Santo Stefano Protomartire è la parrocchiale di Garlate; in provincia di Lecco ed arcidiocesi di Milano; fa parte del decanato di Lecco.

## Storia

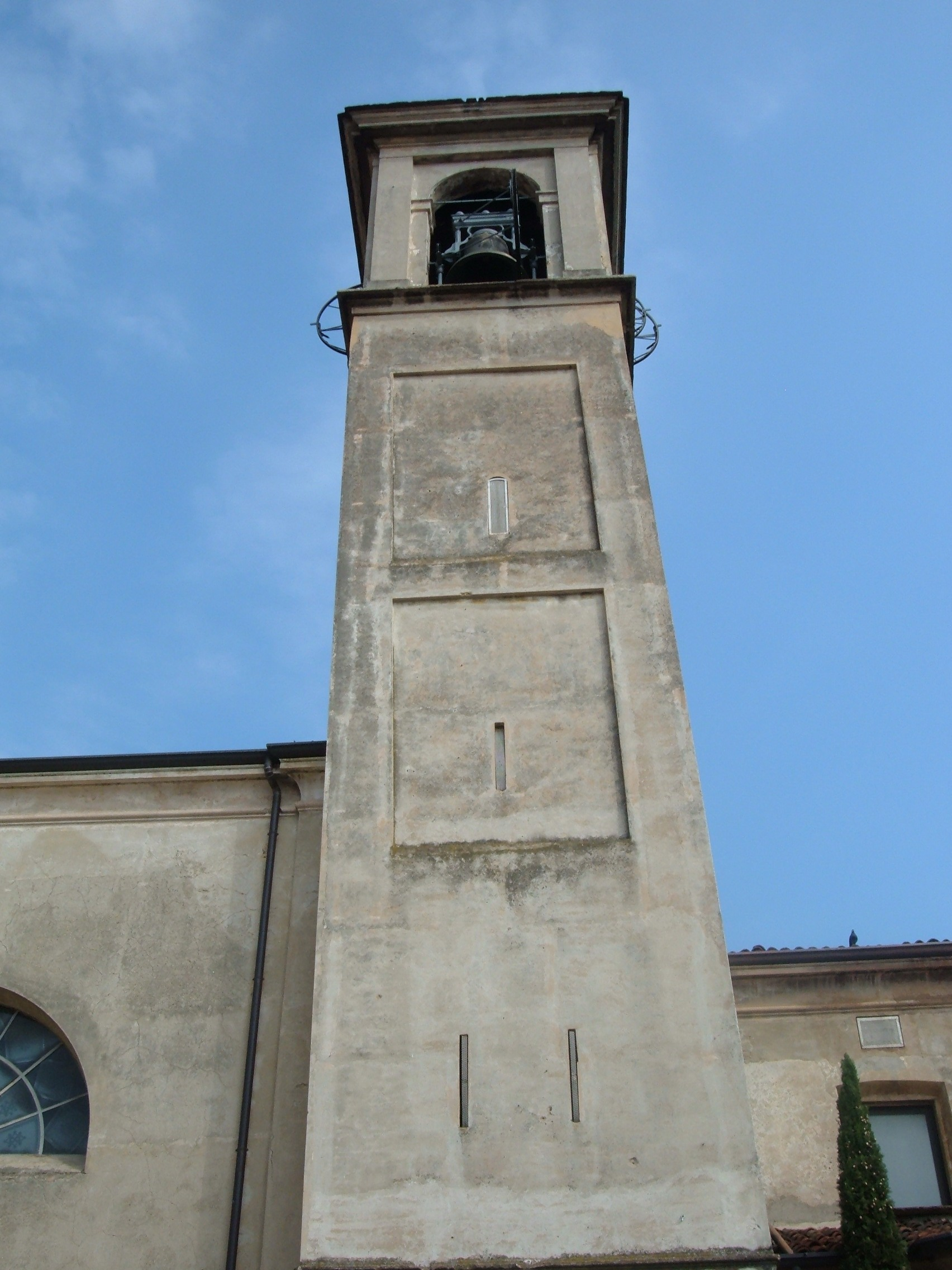
Il campanile

Sembra che la primitiva chiesa di Garlate fosse stata costruita nel V secolo come cappella privata di una villa. Nel VII secolo la chiesetta fu ampliata e, nel X secolo, divenne una pieve sede di vicariato foraneo. La prima citazione della stessa risale al 985. Nello stesso periodo fu, inoltre, ampliato l'edificio, portandolo a tre navate. 
Nel 1447 la parrocchia di Garlate fu al centro di una vicenda di alto tradimento quando il prevosto Bartolomeo Riva fu arrestato per aver complottato coi veneziani in guerra col Ducato di Milano per favorirli nella tentata invasione della Brianza.
Nel XVI secolo attorno alla parrocchiale si trovavano altre tre chiese oggi scomparse: una dedicata a Sant'Agnese, una a San Lorenzo (forse precedentemente intitolata a san Vincenzo) e una a san Damiano. Sempre nel Cinquecento venne edificato, vicino alla pieve, la cappella del battistero, trasformata in ossario nel Settecento e restituita all'originario scopo nel 1886. Nel 1574, in seguito alla decadenza della chiesa di Garlate, il titolo di pieve passò a quella di Sant'Agnese d'Olginate dove si trasferì lo stesso prevosto. Tra il Sei ed il Settecento venne costruita la parrocchiale. Nel XVIII secolo fu, inoltre, sopraelevato il campanile.
La chiesa venne profondamente ristrutturata nel 1896, anno in cui si invertì l'orientamento dell'edificio. Durante i lavori vennero rinvenuti una serie di reperti risalenti al V secolo: oltre ad alcune lapidi, si trovarono una serie di cassettine a scatole cinesi, la più interna delle quali era una capsella in argento con incisioni e contenente tre lamine fatte dello stesso materiale.
Nel 1969 l'altare laterale di San Giuseppe venne restaurato, nel 1972 furono elettrificate le campane, nel 1977 venne realizzato il nuovo altar maggiore e ristrutturata la cappella della Madonna e, nel 1996, si rifece il pavimento.